# Gran Premio motociclistico d'Austria 1993
Il Gran Premio motociclistico d'Austria 1993 fu il quinto appuntamento del motomondiale 1993.
Si svolse il 16 maggio 1993 sul Salzburgring e registrò la vittoria di Kevin Schwantz nella classe 500, di Doriano Romboni nella classe 250 e di Takeshi Tsujimura nella classe 125.

## Classe 500

### Arrivati al traguardo
| Pos. | Nº | Pilota            | Squadra                 | Motocicletta  | Giri | Tempo     | Griglia | Punti |
| ---- | -- | ----------------- | ----------------------- | ------------- | ---- | --------- | ------- | ----- |
| 1º   | 34 | Kevin Schwantz    | Lucky Strike Suzuki     | Suzuki        | 29   | 38:15.613 | 1       | 25    |
| 2º   | 2  | Mick Doohan       | Rothmans Honda          | Honda         | 29   | +0.493    | 2       | 20    |
| 3º   | 1  | Wayne Rainey      | Marlboro Team Roberts   | Yamaha        | 29   | +4.892    | 7       | 16    |
| 4º   | 9  | Alex Barros       | Lucky Strike Suzuki     | Suzuki        | 29   | +4.954    | 5       | 13    |
| 5º   | 7  | Luca Cadalora     | Marlboro Team Roberts   | Yamaha        | 29   | +16.550   | 9       | 11    |
| 6º   | 6  | Shin'ichi Itō     | HRC Rothmans Honda      | Honda         | 29   | +22.595   | 4       | 10    |
| 7º   | 4  | Daryl Beattie     | Rothmans Honda          | Honda         | 29   | +28.110   | 6       | 9     |
| 8º   | 5  | Doug Chandler     | Cagiva Team Agostini    | Cagiva        | 29   | +38.559   | 3       | 8     |
| 9º   | 32 | José Kuhn         | Euromoto                | ROC Yamaha    | 29   | +1:17.751 | 14      | 7     |
| 10º  | 12 | Mat Mladin        | Cagiva Team Agostini    | Cagiva        | 29   | +1:17.820 | 10      | 6     |
| 11º  | 11 | Niall Mackenzie   | Valvoline Team WCM      | ROC Yamaha    | 29   | +1:17.920 | 26      | 5     |
| 12º  | 21 | Laurent Naveau    | Euro Team               | ROC Yamaha    | 28   | +1 giro   | 12      | 4     |
| 13º  | 30 | Juan López Mella  | Lopez Mella Racing      | ROC Yamaha    | 28   | +1 giro   | 16      | 3     |
| 14º  | 28 | John Reynolds     | Padgett's Motorcycles   | Harris Yamaha | 28   | +1 giro   | 17      | 2     |
| 15º  | 15 | Tsutomu Udagawa   | Team Udagawa            | ROC Yamaha    | 28   | +1 giro   | 13      | 1     |
| 16º  | 29 | Sean Emmett       | Shell Team Harris       | Harris Yamaha | 28   | +1 giro   | 20      |       |
| 17º  | 16 | Michael Rudroff   | Rallye Sport            | Harris Yamaha | 28   | +1 giro   | 15      |       |
| 18º  | 37 | Simon Crafar      | Peter Graves Racing     | Harris Yamaha | 28   | +1 giro   | 27      |       |
| 19º  | 25 | Thierry Crine     | Ville de Paris          | ROC Yamaha    | 28   | +1 giro   | 23      |       |
| 20º  | 20 | Jeremy McWilliams | Millar Racing           | Yamaha        | 28   | +1 giro   | 24      |       |
| 21º  | 27 | Renzo Colleoni    | Team Elit               | ROC Yamaha    | 28   | +1 giro   | 19      |       |
| 22º  | 31 | Bruno Bonhuil     | MTD Objectif 500        | ROC Yamaha    | 28   | +1 giro   | 28      |       |
| 23º  | 18 | Bernard Garcia    | Yamaha Motor France     | Yamaha        | 28   | +1 giro   | 18      |       |
| 24º  | 33 | Andreas Meklau    | Austrian Racing Company | ROC Yamaha    | 28   | +1 giro   | 25      |       |
| 25º  | 14 | Marco Papa        | Librenti Corse          | Librenti      | 27   | +2 giri   | 32      |       |

### Ritirati
| Nº | Pilota           | Squadra             | Motocicletta  | Giri | Griglia |
| -- | ---------------- | ------------------- | ------------- | ---- | ------- |
| 36 | Lucio Pedercini  | Team Pedercini      | ROC Yamaha    | 27   | 21      |
| 38 | Corrado Catalano | Team ROC            | ROC Yamaha    | 25   | 11      |
| 24 | Cees Doorakkers  | Doorakkers Racing   | Harris Yamaha | 19   | 30      |
| 44 | Allan Scott      | Team Harris         | Harris Yamaha | 9    | 31      |
| 8  | Àlex Crivillé    | Marlboro Honda Pons | Honda         | 7    | 8       |
| 23 | Serge David      | Team ROC            | ROC Yamaha    | 7    | 22      |
| 22 | Kevin Mitchell   | MBM Racing          | Harris Yamaha | 1    | 29      |

## Classe 250

### Arrivati al traguardo
| Pos | Nº | Pilota                    | Moto    | Giri | Tempo     | Griglia | Punti |
| --- | -- | ------------------------- | ------- | ---- | --------- | ------- | ----- |
| 1   | 10 | Doriano Romboni           | Honda   | 26   | 35:48.648 | 1       | 25    |
| 2   | 65 | Loris Capirossi           | Honda   | 26   | +0.050    | 2       | 20    |
| 3   | 4  | Helmut Bradl              | Honda   | 26   | +0.407    | 3       | 16    |
| 4   | 13 | Loris Reggiani            | Aprilia | 26   | +14.888   | 6       | 13    |
| 5   | 5  | Max Biaggi                | Honda   | 26   | +15.051   | 4       | 11    |
| 6   | 31 | Tetsuya Harada            | Yamaha  | 26   | +15.105   | 8       | 10    |
| 7   | 19 | John Kocinski             | Suzuki  | 26   | +26.254   | 7       | 9     |
| 8   | 3  | Pierfrancesco Chili       | Yamaha  | 26   | +26.320   | 11      | 8     |
| 9   | 6  | Alberto Puig              | Honda   | 26   | +31.846   | 12      | 7     |
| 10  | 16 | Andreas Preining          | Aprilia | 26   | +32.287   | 18      | 6     |
| 11  | 20 | Eskil Suter               | Aprilia | 26   | +47.428   | 15      | 5     |
| 12  | 34 | Luis d'Antín              | Honda   | 26   | +1:01.330 | 13      | 4     |
| 13  | 28 | Adrian Bosshard           | Honda   | 26   | +1:01.439 | 16      | 3     |
| 14  | 7  | Jochen Schmid             | Yamaha  | 26   | +1:01.692 | 14      | 2     |
| 15  | 24 | Patrick van den Goorbergh | Aprilia | 26   | +1:01.815 | 19      | 1     |
| 16  | 22 | Luis Maurel               | Aprilia | 25   | +1 giro   | 23      |       |
| 17  | 44 | Jean-Michel Bayle         | Aprilia | 25   | +1 giro   | 24      |       |
| 18  | 39 | Alessandro Gramigni       | Gilera  | 25   | +1 giro   | 20      |       |
| 19  | 51 | Jean Pierre Jeandat       | Aprilia | 25   | +1 giro   | 30      |       |
| 20  | 25 | Jurgen van den Goorbergh  | Aprilia | 25   | +1 giro   | 25      |       |
| 21  | 43 | Massimo Pennacchioli      | Honda   | 25   | +1 giro   | 32      |       |
| 22  | 12 | Gabriele Debbia           | Honda   | 25   | +1 giro   | 31      |       |

### Ritirati
| Nº | Pilota               | Moto    | Giri | Griglia |
| -- | -------------------- | ------- | ---- | ------- |
| 17 | Jean-Philippe Ruggia | Aprilia | 25   | 9       |
| 26 | Bernd Kassner        | Aprilia | 16   | 28      |
| 14 | Nobuatsu Aoki        | Honda   | 14   | 10      |
| 21 | Paolo Casoli         | Gilera  | 9    | 22      |
| 18 | Tadayuki Okada       | Honda   | 8    | 5       |
| 32 | Volker Bähr          | Honda   | 7    | 29      |
| 55 | Hannes Maxwald       | Aprilia | 7    | 33      |
| 23 | Bernard Haenggeli    | Aprilia | 2    | 26      |
| 30 | Juan Borja           | Honda   | 2    | 21      |
| 27 | Frédéric Protat      | Aprilia | 1    | 27      |
| 11 | Wilco Zeelenberg     | Aprilia | 1    | 17      |

### Non partito
| Nº | Pilota            | Moto    | Griglia |
| -- | ----------------- | ------- | ------- |
| 56 | Alexander Witting | Aprilia | 34      |

## Classe 125

### Arrivati al traguardo
| Pos | Nº | Pilota              | Moto      | Giri | Tempo     | Griglia | Punti |
| --- | -- | ------------------- | --------- | ---- | --------- | ------- | ----- |
| 1   | 36 | Takeshi Tsujimura   | Honda     | 24   | 36:19.800 | 5       | 25    |
| 2   | 8  | Kazuto Sakata       | Honda     | 24   | +0.012    | 1       | 20    |
| 3   | 5  | Dirk Raudies        | Honda     | 24   | +0.158    | 2       | 16    |
| 4   | 16 | Ezio Gianola        | Honda     | 24   | +0.509    | 4       | 13    |
| 5   | 17 | Akira Saitō         | Honda     | 24   | +4.141    | 7       | 11    |
| 6   | 20 | Manfred Baumann     | Honda     | 24   | +4.240    | 8       | 10    |
| 7   | 4  | Bruno Casanova      | Aprilia   | 24   | +4.337    | 3       | 9     |
| 8   | 2  | Fausto Gresini      | Honda     | 24   | +10.376   | 6       | 8     |
| 9   | 3  | Ralf Waldmann       | Aprilia   | 24   | +10.436   | 15      | 7     |
| 10  | 15 | Oliver Petrucciani  | Aprilia   | 24   | +10.502   | 13      | 6     |
| 11  | 12 | Herri Torrontegui   | Aprilia   | 24   | +10.836   | 11      | 5     |
| 12  | 23 | Maik Stief          | Honda     | 24   | +11.433   | 14      | 4     |
| 13  | 65 | Gabriele Debbia     | Honda     | 24   | +11.532   | 9       | 3     |
| 14  | 19 | Kin'ya Wada         | Honda     | 24   | +11.546   | 20      | 2     |
| 15  | 14 | Oliver Koch         | Honda     | 24   | +28.952   | 25      | 1     |
| 16  | 24 | Haruchika Aoki      | Honda     | 24   | +31.202   | 18      |       |
| 17  | 6  | Jorge Martínez      | Honda     | 24   | +31.262   | 22      |       |
| 18  | 27 | Julián Miralles     | Honda     | 24   | +36.771   | 23      |       |
| 19  | 28 | Luigi Ancona        | Honda     | 24   | +37.057   | 16      |       |
| 20  | 9  | Carlos Giró         | Aprilia   | 24   | +37.713   | 17      |       |
| 21  | 26 | Maurizio Vitali     | Honda     | 24   | +51.823   | 21      |       |
| 22  | 30 | Giovanni Palmieri   | Aprilia   | 24   | +54.427   | 24      |       |
| 23  | 10 | Hans Spaan          | Honda     | 24   | +54.491   | 26      |       |
| 24  | 43 | Manuel Hernández    | Aprilia   | 24   | +54.790   | 29      |       |
| 25  | 39 | Aki Ajo             | Honda     | 24   | +55.526   | 19      |       |
| 26  | 21 | Stefan Kurfiss      | Aprilia   | 24   | +58.886   | 27      |       |
| 27  | 29 | Arie Molenaar       | Honda     | 24   | +1:17.614 | 31      |       |
| 28  | 22 | Lucio Cecchinello   | Gazzaniga | 24   | +1:18.098 | 32      |       |
| 29  | 40 | Simone Giannecchini | Aprilia   | 23   | +1 giro   | 33      |       |
| 30  | 55 | Gerwin Hofer        | Honda     | 23   | +1 giro   | 34      |       |
| 31  | 56 | Georg Scharl        | Honda     | 22   | +2 giri   | 35      |       |

### Ritirati
| Nº | Pilota       | Moto    | Giri | Griglia |
| -- | ------------ | ------- | ---- | ------- |
| 25 | Neil Hodgson | Honda   | 19   | 30      |
| 11 | Peter Öttl   | Aprilia | 15   | 12      |
| 7  | Noboru Ueda  | Honda   | 14   | 10      |
| 33 | Stefan Prein | Honda   | 11   | 28      |